# Teretrius rufulus
Teretrius rufulus är en skalbaggsart som beskrevs av Sylvain Auguste de Marseul 1856. Teretrius rufulus ingår i släktet Teretrius och familjen stumpbaggar. Inga underarter finns listade i Catalogue of Life.